# Sédéchias (médecin)
 (janvier 2025).
Pour les articles homonymes, voir Sédécias.
Sédécias ou Sédéchias est un médecin juif du IXe siècle.

## Biographie
Sédéchias était le médecin du roi carolingien de Francie occidentale Charles II le Chauve (823-877). En 877, il accompagne Charles dans son voyage en Italie. Au retour, en traversant le Mont-Cenis, Charles tombe malade et meurt 12 jours plus tard malgré les soins de Sédéchias. L'archevêque de Reims Hincmar accuse ce dernier d'avoir empoisonné le roi,.
C'est la version que reprend Robert Gaguin au XVe siècle. Selon lui, Sédéchias aurait agit "par haine de la religion chrétienne à laquelle les Juifs sont très hostiles",. Ces allégations sont bien entendues à modérer. En effet, si Hincmar est une source contemporaine de la mort de Charles le Chauve, contrairement à Robert Gaguin, il fait toutefois preuve, comme d'autres prélats de son temps comme Agobard de Lyon ou Jonas d'Orléans d'antijudaïsme. Il faut donc prendre en compte la partialité de ce point de vue.